# Редут (ручей)
Реду́т — правый приток реки Серебрянки.
Ранее ручей брал начало в маленьком болоте на территории Москвы. Постройка МКАД нарушила естественный водоток, частично осушив болото и перехватив сток из него водоотводной канавой. Сейчас ручей начинается прямо от полотна МКАД в районе 107 км со стороны области. Общая длина около 1,5 км. Протекает в открытом русле на юго-восток. Устье находится около железнодорожного моста, в 400 м севернее станции «Стройка» (участок Реутов — Балашиха). В нижнем течении из-за железнодорожной насыпи русло было искусственно изменено. Ранее ручей впадал в безымянное болото. С юга к ручью продвигается строительство жилого комплекса. В результате этого, ручей будет заключён в коллектор частично или полностью. Ручей назван в честь редутов Петра I, находящихся на 100 м к западу от истока.

## География
Ручей Редут является одним из двух (второй — Максинский ручей) притоков реки Серебрянки, расположенных за пределами МКАД; своё начало он берёт недалеко от земляных редутов Петра I.